# Joannès Chollet
Joannès Chollet, né le 4 février 1891 à Lyon et mort le 27 mai 1955 à Paris, est un architecte français.

## Biographie
Joannès Chollet s'est associé avec l'architecte Jean-Baptiste Mathon en 1927. Dès 1928, ils forment le cabinet Chollet et Mathon qui perdure jusqu'en 1949.   

## Principales réalisations

### Cabinet Chollet et Mathon (1928-1949)

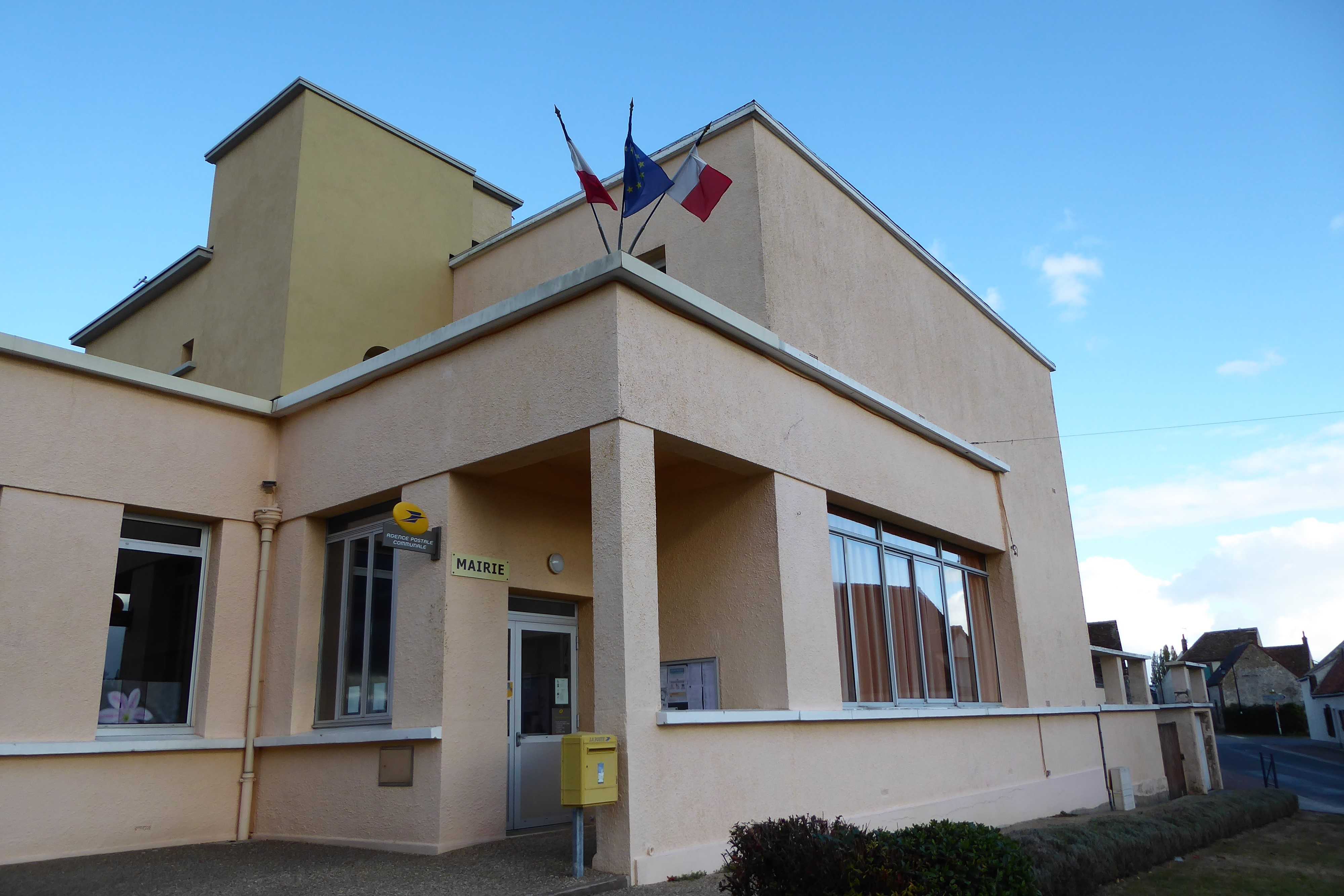
Mairie de Frétigny (Eure-et-Loir).

- Immeuble, 5-7 rue Alasseur, Paris (1928-1930)[3].
- Immeuble, 8 rue François Mouthon, Paris (1930).
- Groupe scolaire Paul-Doumer, 80 avenue du Président Wilson, Cachan (1932)[4].
- Hôtel de ville de Cachan (1933-1935)  Inscrit MH (2002)[5],[6].
- Groupe scolaire avec mairie de Frétigny (Eure-et-Loir), (1932-1941)[7].
- École spéciale des travaux publics, boulevard Saint-Germain, Paris (1936)[8].
- Mairie-école et bains-douches de Combres (Eure-et-Loir), (1937),  Labélisé ACR (2014)[9],[10].